# Лиъм Галахър
Уилям Джон Пол „Лиъм“ Галахър е английски рок музикант, фронтмен на рок група Оейсис и Бийди Ай. Известен е с непредсказуемото си сценично поведение и отличителен стил на пеене.